# Капитан Чадаев (ледокол)
«Капита́н Чада́ев» — Российский дизель-электрический ледокол типа «река-море» проекта 1105 «Капитан Чечкин», по которому было построено шесть ледоколов. Изготовлен по заказу СССР финской верфью «Вяртсиля». Судно названо в честь выдающегося российского и советского капитана, стахановца — Чадаева Николая Ивановича.

## Общие данные
Ледокол предназначен для проводки судов во льдах, выполнения морских буксировок и других работ на ВВП и в прибрежных морских районах в соответствии с классом судна. Имеется лицензия на осуществление буксировок морским транспортом. Тяговое усилие буксирной лебедки — 700 кН, тяга на гаке — 440 кН, длина буксирного троса — 400 метров. Судно способно работать во льду толщиной до 1 метра.
Изначально ледокол принадлежал ОАО «СК „Волжское пароходство“» (Тольятти) и осуществлял зимнюю проводку судов на нижней Волге и северном Каспии. В октябре 2001 года, после месяца пути, судно прибыло в Архангельск, и было передано в оперативное управление морской администрации порта. В 2006 году судно сменило собственника на ФГУП Росморпорт. В настоящее время осуществляет ледокольную проводку в морском порту Архангельск и в Белом море.
С 29 по 31 января 2013 года совместно с ледоколом «Диксон» принял участие в ледокольной проводке в ледовых условиях Белого моря дизель-электрической подводной лодки ВМС Индии «Синдуракшак» после ее модернизации на судостроительном предприятии в Северодвинске.
По сообщению от 15 сентября 2015 года принял участие в масштабных учениях с применением сил и средств МЧС России. В рамках учений были отработаны различные приемы спасения пострадавших в арктической зоне.
18 июля 2016 года принял участие в постановке двух плавучих предостерегательных знаков ограждения операционной акватории арктического отгрузочного морского терминала «Ворота Арктики» морского порта Сабетта, который расположен в районе мыса Каменный Обской губы.